# Amtsbezirk Grieskirchen
Der Amtsbezirk Grieskirchen  war eine Verwaltungseinheit im Hausruckkreis in Oberösterreich.
Der Amtsbezirk war der Kreisbehörde in Wels unterstellt und besorgte deren Amtsgeschäfte vor Ort. Die Zuständigkeit erstreckte sich neben Grieskirchen auf die damaligen Gemeinden Enzendorf, Gallspach, St. Georgen, Hofkirchen, Mangelburg, Neumarkt, Parz, Pitting, Polham, Schlüsselberg, Schönau, Taufkirchen, Tollet und Wallern und umfasste damals eine Stadt, zwei Märkte und 203 Dörfer.